# Beitragsfreie Zeiten
Beitragsfreie Zeiten bezeichnen eine bestimmte Form von rentenrechtlichen Zeiten in der gesetzlichen Rentenversicherung. Neben den tatsächlich verbeitragten sogenannte Beitragszeiten sowie den sogenannten Berücksichtigungszeiten handelt es sich um Zeiten, die bei der Rentenberechnung dem Grunde wie der Höhe nach Rentenansprüche auslösen können, obwohl keine Beiträge in die gesetzliche Rentenversicherung gezahlt wurden. Die Zahl der Entgeltpunkte für diese Zeiten wird bei der Gesamtleistungsbewertung als Durchschnittswert aller erworbenen Entgeltpunkte bezogen auf den belegungsfähigen Gesamtzeitraum berechnet. 
Zu den beitragsfreien Zeiten gehören
- Anrechnungszeiten,
- Ersatzzeiten und
- Zurechnungszeiten.

Beitragsfreie Zeiten können innerhalb eines Versicherungsjahres mit Beitragszeiten zusammenfallen. Dann spricht man von beitragsgeminderten Zeiten.

## Finanzierung
Die Rentenleistungen, die aufgrund der beitragsfreien Zeiten geleistet werden, sind Teil der versicherungsfremden Leistungen.